# 二氟碘甲烷
二氟碘甲烷是一种甲烷的衍生物，化学式为CHF2I，沸点21.6 °C。易燃，对眼、呼吸道及皮肤有刺激性。在使用该化学品时，应当戴好防护手套及防护眼镜，避免直接接触。对环境有害。